# Karasahr
Karasahr (ook Karaxahr, Karashar (Oeigoers: قاراشەھەر, Qarasheher), oorspronkelijk in de Tochaarse talen bekend als Ārśi (Arshi), Qarašähär of Agni, of het Chinese afgeleide Yanqi (Chinees: 焉耆; pinyin: Yānqí; Wade-Giles: Yen-ch'i)) is een oude stad aan de zijderoute en de hoofdstad van het autonome arrondissement Yanqi Hui in de autonome Mongoolse Prefectuur Bayin'gholin, Xinjiang.
Volgens de volkstelling van 2000 had het een bevolking van 29.000, toenemend tot 31.773 in 2006. Daaronder waren 16.032 Han, 7781 Hui, 7154 Oeigoeren, 628 Mongolen and 178 andere etniciteiten, met een landbouwende bevolking van 1078 mensen.
De stad heeft een strategische ligging aan de Kaidu-rivier (in de oudheid bekend als de Liusha), Nationale weg G314 en de Zuid-Xinjiang-spoorlijn, en is een belangrijk regionaal distributie- en zakencentrum. De stad beheert tien lokale gemeenschappen. Het heeft een overwegend islamitische bevolking en bevat veel moskeeën.

## Geografie

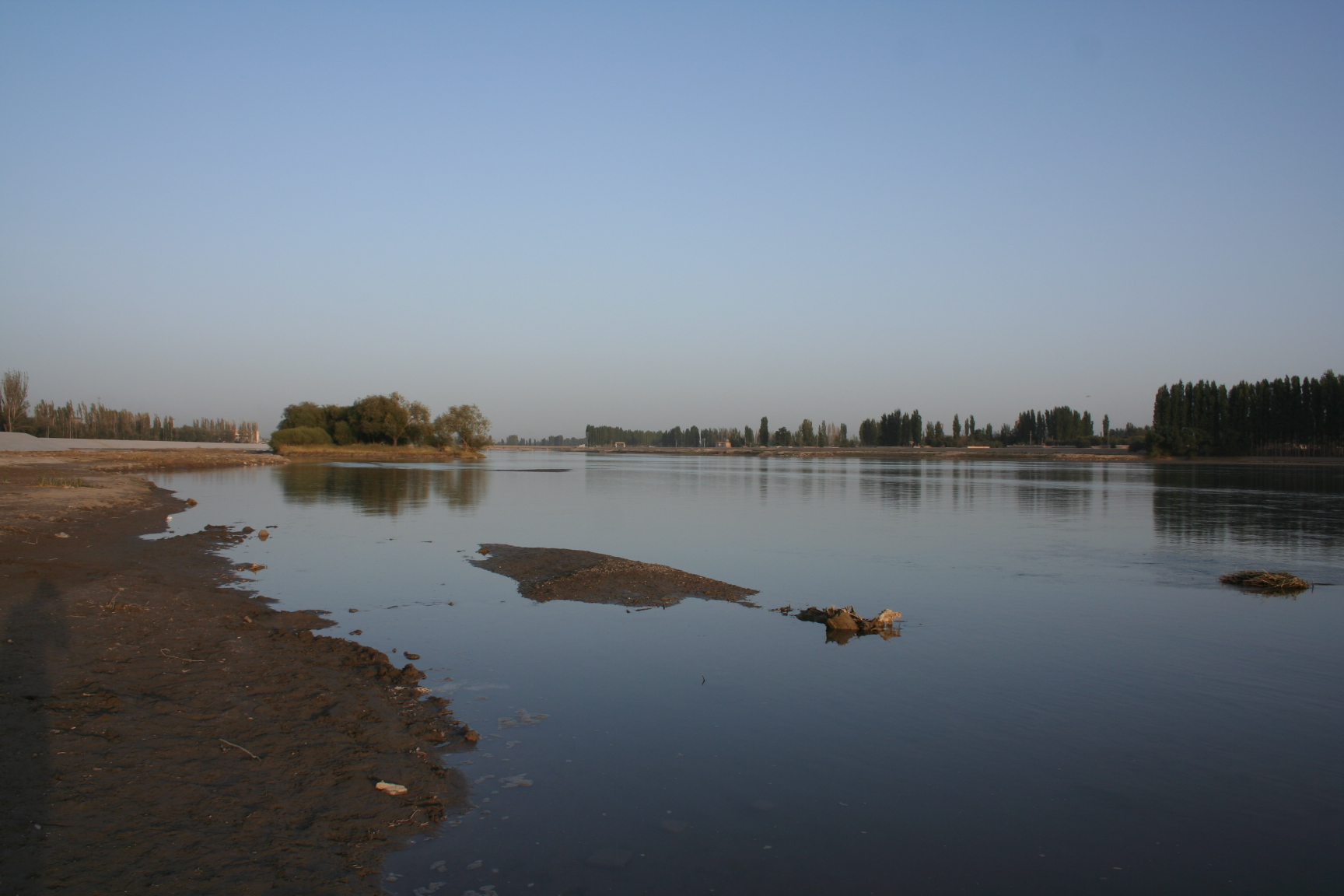
Kaidu in Karasahr

De moderne stad Yanqi ligt ongeveer 24 km ten westen van het ondiepe Bostenmeer. Het meer meet ongeveer 81 km van oost naar west en 48 km van noord naar zuid met een oppervlakte van ongeveer 1,000 km2, waardoor het een van de grootste meren van Xinjiang is. Het staat bekend om zijn overvloed aan vis. Het meer wordt gevoed door de Kaidu en de Konqi-rivieren, met de uitstroom via de Korla en door de Taklamakan-woestijn naar het Lob Nuur. Er zijn tal van andere kleine meren in de regio.
De stad, in klassieke Chinese bronnen Yanqi genoemd, lag aan de tak van de zijderoute die langs de noordelijke rand van de Taklamakan-woestijn in het Tarimbekken liep.

## Geschiedenis

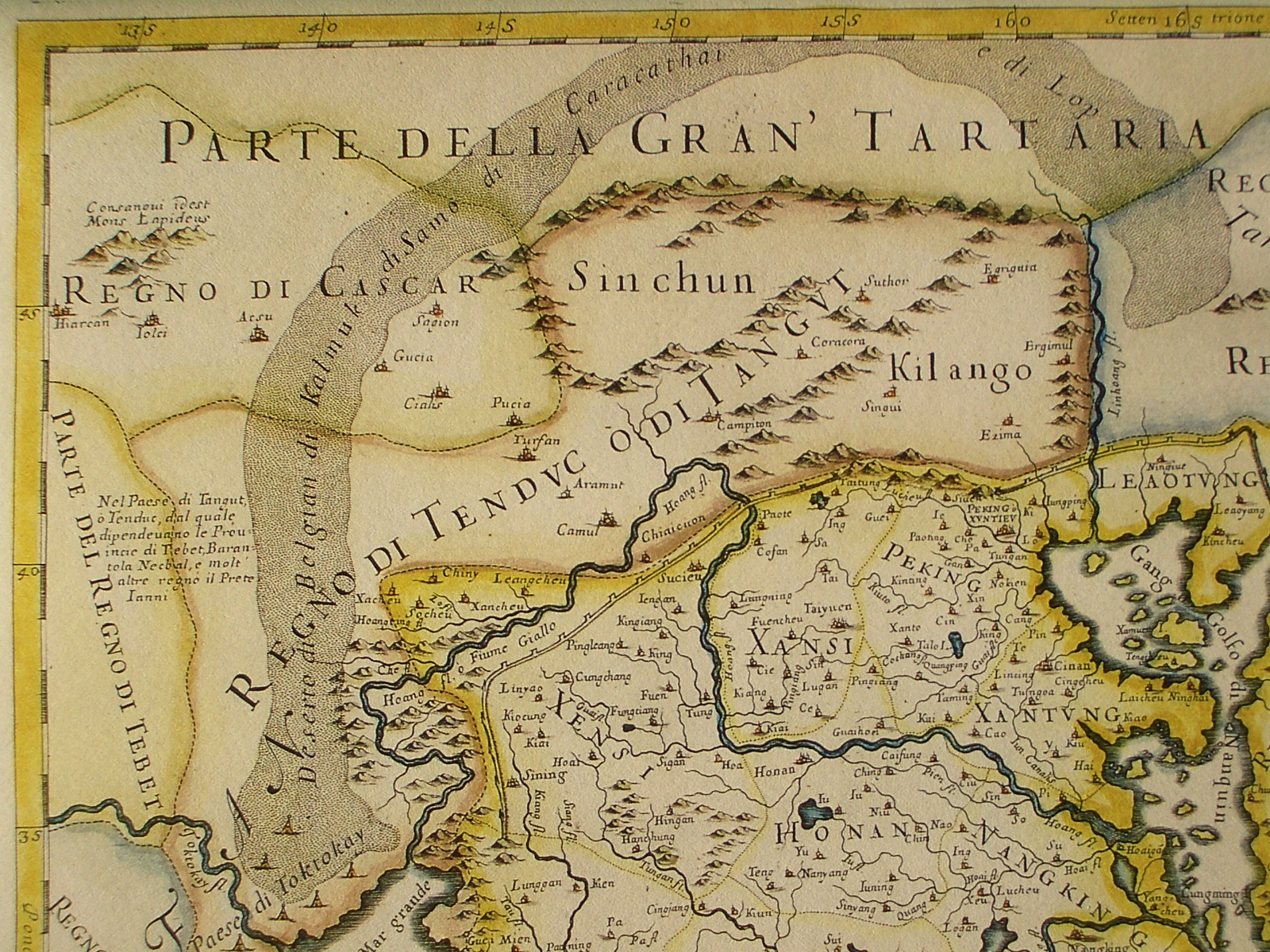
17e-eeuwse kaart met Cialis (Karashar) als een van de steden in de keten die zich uitstrekt van Yarkand tot Suzhou

De vroegst bekende inwoners van het gebied waren een Indo-Europees volk dat zichzelf en de stad blijkbaar Ārśi noemde. Hun taal staat sinds de herontdekking in het begin van de 20e eeuw bekend als "Tochaars A", een misleidende benaming die voortkomt uit een veronderstelde relatie met de Tocharoi van Bactrië. De mensen en de stad stonden ook bekend als de Agni, hoewel dit mogelijk een later exoniem was, afgeleid van het woord voor "vuur" in een Indo-Iraanse taal. De 7e-eeuwse boeddhistische monnik Xuanzang translitereerde Agni in het Chinees als O-ki-ni 阿耆尼. 
Ārśi grensde aan verwante culturen, waarvan er vele ook verwante talen spraken: Kuqa, Gumo (Aksu) in het westen, Turpan in het oosten en Kroraina (Loulan) in het zuiden.
Bronnen uit de Han-dynastie beschrijven Yanqi als een relatief groot en belangrijk naburig koninkrijk. Volgens het boek van de Han werden de verschillende staten van de "westelijke regio's", inclusief Yanqi, gecontroleerd door de nomadische Xiongnu, maar kwamen later onder de invloed van de Han-dynastie, na een Han-machtsvertoon tegen Dayuan (Fergana) in de late 2e eeuw v.Chr. 

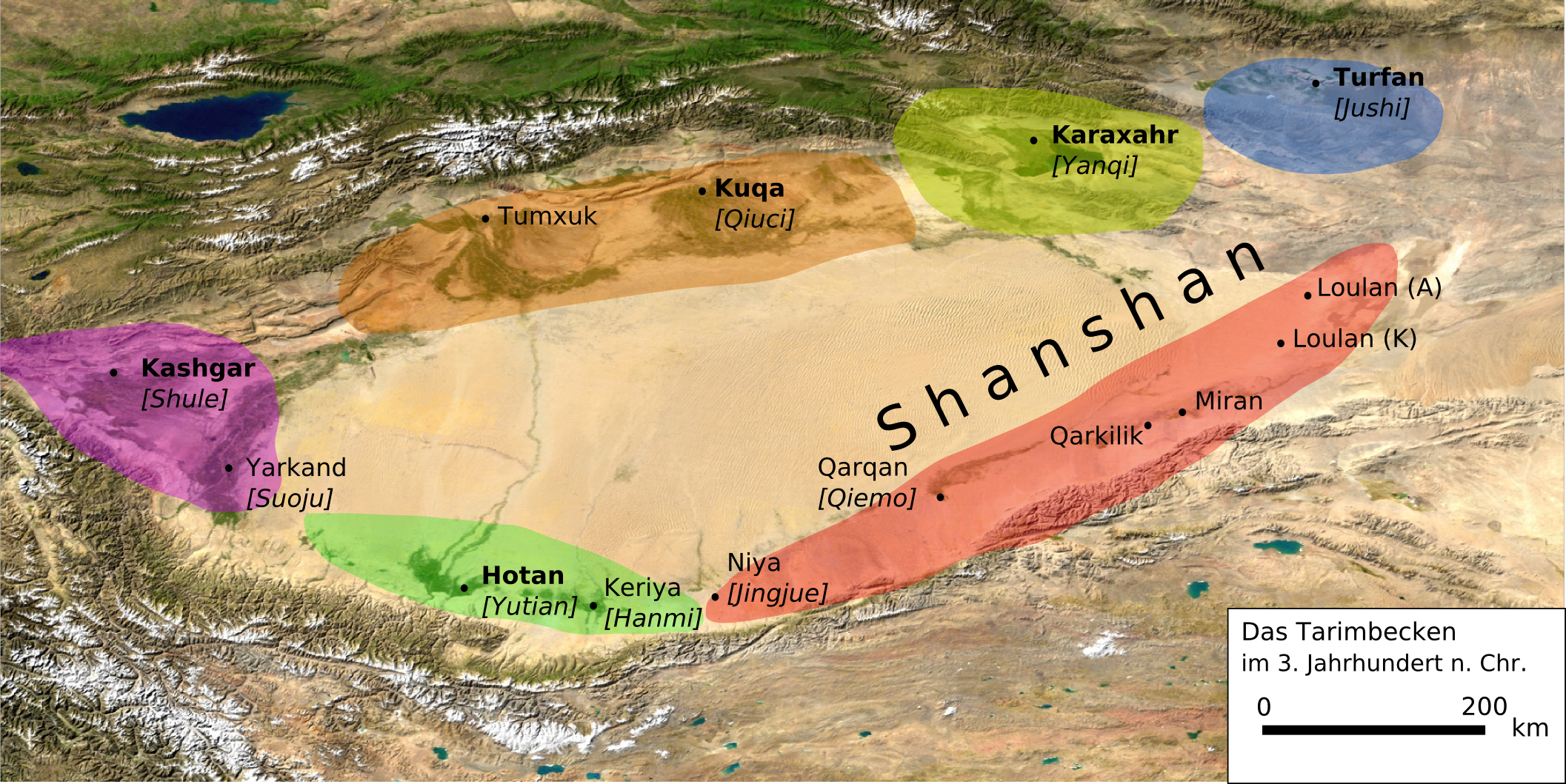
Het Tarim-bekken in de 3e eeuw, met de zogenaamde Tochaarse en aanverwante staten (Karasahr in het geel)

Vanaf de 1e eeuw v.Chr. ondergingen veel populaties in het Tarim-bekken, inclusief de Ārśi, een bekering tot het boeddhisme en, bijgevolg, taalkundige invloed van Indo-Iraanse talen, zoals Pali, Sanskriet, Bactrisch, Gandhari en Hotanees. De stad Ārśi werd algemeen bekend als Agni, vrijwel zeker afgeleid van Sanskriet अग्नि "vuur". Namen zoals Agnideśa (अग्निदेश) en Agni-visaya, die beide Sanskriet zijn voor "stad van vuur", komen in boeddhistische geschriften ook voor.

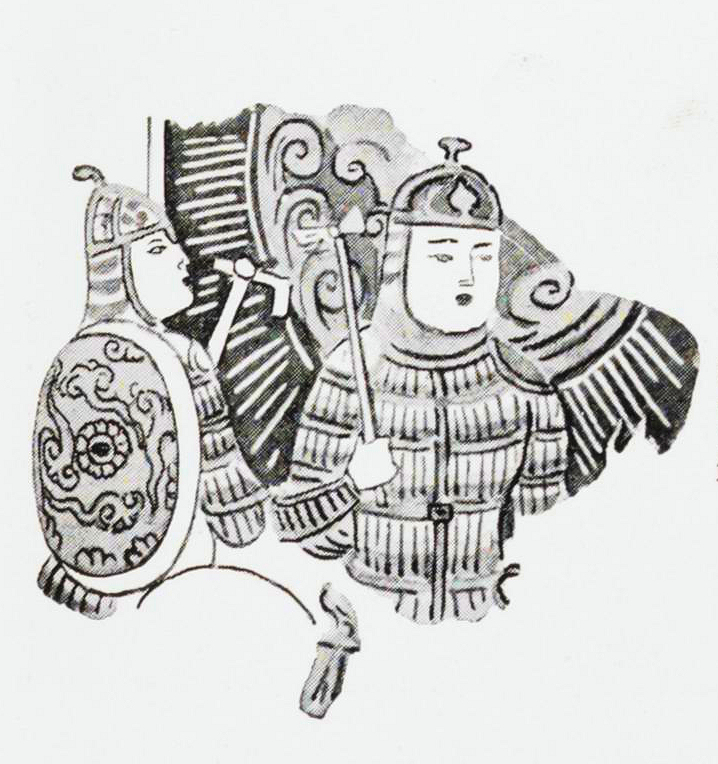
soldaten uit Karasahr, 8e eeuw AD

Volgens het boek van de Latere Han voerde generaal Ban Chao in 94 AD een strafcampagne tegen Yanqi, nadat ze in 75 AD de beschermer-generaal Chen Mu en vice-commandant Guo Xun hadden aangevallen en gedood. De koning van Yanqi werd onthoofd en zijn hoofd werd tentoongesteld in de hoofdstad. Latere opstanden werden in 127 AD onderdrukt door Ban Chao's zoon Ban Yong.
[Het heeft] "15.000 huishoudens, 52.000 individuen, en meer dan 20.000 mannen die wapens kunnen dragen. Het heeft aan alle vier de zijden hoge bergen. Er zijn gevaarlijke passen op de route naar Qiuci (Kucha) die gemakkelijk te verdedigen zijn. Het water van een meer slingert zich tussen de vier bergen en omringt de stad ruim dertig li [12.5 km]." 
Agnideśa werd in 632 AD een vazalstaat van Tang-China. In 644, tijdens de Tang-uitbreiding naar het Tarim-bekken, lanceerde keizer Taizong een militaire campagne tegen Yanqi nadat het koninkrijk een bondgenootschap had gesloten met de Göktürken. De vier garnizoenen van Anxi werden opgericht, waarvan er één in Yanqi was gevestigd.
Volgens het Boek van de Zhou (636 AD) was het koninkrijk Yanqi een klein land met arme mensen en negen ommuurde steden. Het beschreef het land en hun gewoonte als volgt: 
Het huwelijk is ongeveer hetzelfde als onder de Chinezen. Alle overledenen worden gecremeerd en vervolgens begraven. Ze dragen rouwkleding zeven volle dagen, waarna ze het uitdoen. De volwassen mannen knippen allemaal hun haar om een hoofdversiering te maken. Hun geschreven karakters zijn dezelfde als die van India.
Het is hun gewoonte om ‘hemelse god(en)’ te dienen, maar ze tonen ook eerbied en vertrouwen in de leerstellingen van de Boeddha. Ze vieren vooral deze dagen: de achtste dag van de tweede maand en de achtste dag van de vierde maand. Het hele land onthoudt zich en doet boete volgens de leringen van Śākya, en volgt Zijn Weg.

Het klimaat is koud en het land is goed en vruchtbaar. Als nutsplanten hebben ze rijst, gierst, peulvruchten, tarwe en gerst. Als vee hebben ze kamelen, paarden, koeien en schapen. Ze kweken zijderupsen, maar maken geen zijde, maar gebruiken [de zijdevezel] alleen als vulling. Het is hun gewoonte om van druivenwijn te genieten, en ook om van muziek te houden. Het ligt ongeveer tien li ten noorden van een watermassa en heeft een overvloed aan vis, zout en biezen. In het vierde jaar van de periode Pao-ting stuurde de koning een gezant om zijn beroemde paarden te presenteren.

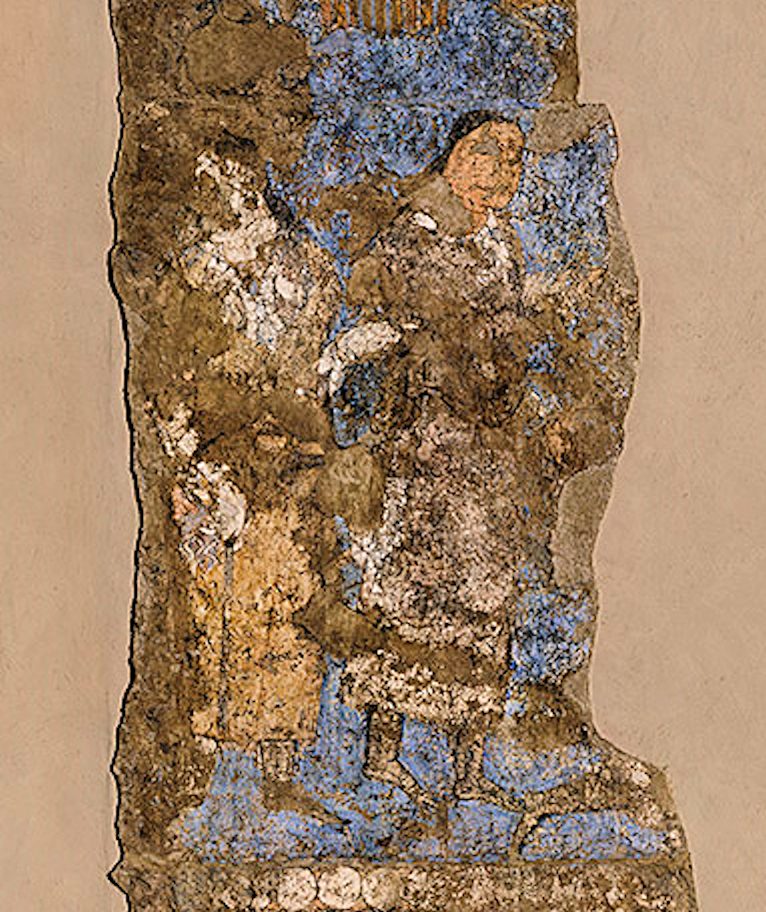
Göktürkse hoogwaardigheidsbekleders bezoeken koning Varkhuman in Samarkand. Eén ervan wordt bestempeld als afkomstig uit Argi (Karashahr). Muurschildering in Afrasiab, waarschijnlijk geschilderd tussen 648 en 651 AD.

Tegen het midden van de 9e eeuw werd het gebied veroverd door het Oeigoerse kanaat en raakten de Tochaarse talen uit gebruik. Agnideśa werd algemeen bekend onder de Oeigoerse naam Karasahr (of Karashar), wat "zwarte stad" betekent. De invloed van de islam groeide, terwijl oudere religies zoals het boeddhisme en het manicheïsme afnamen.
Tussen halverwege de 13e eeuw en de 18e eeuw maakte Karasahr deel uit van het Mongoolse kanaat van Chagatai.
Karashahr was bij laatmiddeleeuwse Europeanen misschien bekend als Cialis, Chalis of Chialis.
In het begin van de 17e eeuw bezocht de Portugese Jezuïeten lekenbroeder Bento de Goes het Tarim-bekken, op weg van India naar China via Kabul en Kashgar. De Goes en zijn reisgenoten brachten enkele maanden door in het "Koninkrijk Cialis", terwijl ze het overstaken met een karavaan van Kashgarse kooplieden (zogenaamd tribuutdragers) op weg naar Ming-China. De reizigers verbleven in 1605 drie maanden in de stad Cialis en gingen vervolgens via Turpan en Hami (volgens de Goes alle delen van het "koninkrijk Cialis") verder naar de Ming-grens bij Jiayuguan. 
De Britse reiziger Francis Younghusband bezocht Karasahr kort in 1887 tijdens zijn reis over land van Peking naar India. Hij beschreef het als 'zoals alle steden hier in de buurt, omgeven door een lemen muur, en de poorten worden bekroond door de gebruikelijke pagode-achtige torens. Er staat een geweermuur rond de hoofdmuur, maar deze ligt nu bijna in puin. Binnen de muur staan enkele yamens, maar slechts een paar huizen. Buiten, in het zuiden, zijn een paar winkels en herbergen." 
Een reiziger uit het begin van de 20e eeuw beschreef de situatie in Karasahr als volgt:
Het hele district rond Kara-Shahr en Korla is, vanuit geografisch en politiek oogpunt, zowel interessant als belangrijk; want terwijl alle andere delen van Chinees Turkestan alleen kunnen worden bereikt door het beklimmen van hoge en moeilijke passen - de laagste waarvan de hoogte dezelfde is als de Mont Blanc; of door uitgestrekte en gevaarlijke waterloze woestijnen van zandheuvels te doorkruisen, vinden we hier de enige echte gemakkelijke toegang tot het land door de valleien van verschillende rivieren in de buurt van Ili, waar overvloedig water aanwezig is in de bergstromen aan alle kanten, en waar een rijke vegetatie het leven mogelijk maakt voor rondzwervende stammen. Dergelijke Kalmuck-stammen komen nog steeds vanuit het noordwesten naar Tal. Het zijn Torgut-nomaden die hun yurts rondom Kara-shahr opzetten en een hard leven leiden met hun kuddes ...

Zoals deze Mongolen hier vandaag de dag rondzwerven, zo moeten de nomadische stammen uit een vroeger tijdperk dit district als hun toe- en uitgangspoort hebben gebruikt. De Tochari (Yue-chi), op weg vanuit China, passeerden destijds ongetwijfeld deze poort om de Ili-vallei binnen te gaan...